# Yvonne Lombard
Yvonne Lombard (født 28. maj 1929 i Stockholm) er en svensk skuespillerinde. Hun studerede på Dramatens elevskola fra 1948 til 1951 og har optrådt i mange film, tv-serier og teaterstykker.
Blandt hendes filmroller kan nævnes En lektion i kærlighed (1954), Dyden er ikke Dirchefri (1960) og Æblekrigen (1971) samt tv-serierne Rederiet og Snoken. I 2019 modtog hun en Hedersguldbagge for sine mange præstationer indenfor svensk film.

## Privatliv
Hun blev i 1953 gift med forfatteren Lennart Hellsing og sammen fik de fem børn. Parret var gift frem til Hellsings død i 2015.

## Udvalgt filmografi
- Hjerter knægt (1950)
- Gårdmandstøsen (1951)
- Fraskilt (1951)
- Møde med livet (1952)
- Op i det blå (1952)
- Barabbas (1953)
- En tosset tvilling (1953)
- En lektion i kærlighed (1954)
- Skør efter noder (1956)
- Dyden er ikke Dirchefri (1960)
- Niels Holgersens vidunderlige rejse (1962, kun stemme)
- Bryllupsnatten (1964)
- Æblekrigen (1971)
- Bang! (1977)
- Du er skrupskør, Madicken (1979)
- Sejled' op ad åen (1981)
- Mig og damerne (1983)
- Rederiet (tv-serie, 1993-2001)
- Snoken (tv-serie, 1993-1997)
- Zorn (1994)
- Bert (1994)
- Esters testamente (tv-serie, 1995)
- Bert - den sidste uskyld (1995)
- Behandlingen (2009)
- Sygeplejerskerne (tv-serie, 2017)
- Springfloden (tv-serie, 2018)
- Maria Wern (tv-serie, 2018)